# Gliniszcze (rejon ostrowiecki)
Gliniszcze (biał. Глінішча, Hliniszcza; ros. Глинище, Gliniszcze) – chutor na Białorusi, w obwodzie grodzieńskim, w rejonie ostrowieckim, w sielsowiecie Michaliszki, na terenie Rezerwatu Krajobrazowego Jeziora Soroczańskie.
Współcześnie w skład miejscowości wchodzi także dawny zaścianek Bogudzięki.

## Historia
W XIX i w początkach XX w. położone były w Rosji, w guberni wileńskiej, w powiecie zawilejskim/święciańskim, w gminie Aleksandrya. Po I wojnie światowej pod administracją polską, w Zarządzie Cywilnym Ziem Wschodnich. W latach 1920–1922 w składzie Litwy Środkowej.
Od 11 kwietnia 1922 Gliniszcze i Bogudzięki leżały w Polsce, w województwie wileńskim, w powiecie święciańskim, w gminie Aleksandrowo/Żukojnie. W 1938 były to zaścianki.
Po II wojnie światowej w granicach Związku Sowieckiego. Od 1991 w niepodległej Białorusi.